# 伊藤亮太
伊藤 亮太（いとう りょうた、 1993年6月11日 - ）は、NHKのアナウンサー。
山形県新庄市出身。山形県立新庄北高等学校、茨城大学人文学部卒。

## 人物・来歴
2016年、福島テレビに入社し活動していたが、「NHKで地域職員という働き方があると知った時、ふるさとの山形でアナウンサーの仕事ができるというのはなかなかないチャンス」と思ったのがきっかけで、NHKに応募し、見事採用内定を受け、福島テレビを退職後、2022年4月、地域職員（キャリア採用枠）としてNHKに入局。初任地は地元・山形放送局。

## 現在の担当番組
- やままる（キャスター：2025年3月31日 - ）（羽隅将一と隔週で担当）
- やままる845（不定期）
- 山形県のニュース・中継・リポート
- 各種スポーツ中継
  - NHK競馬中継（2024年5月19日（第85回優駿牝馬） - ）

## 過去の担当番組

### 福島テレビ
- エキサイティング競馬
- テレポートプラス
- サタふく
- FTVニュース

### 山形放送局時代（2022年度 - ）
- やまホリ - （2022年4月9日 - 2025年3月15日） - 司会
- 第95回記念選抜高等学校野球大会（2023年3月29日） - アルプススタンドリポート
- 第105回全国高等学校野球選手権記念大会（2023年8月11日・12日） - アルプススタンドリポート[注釈 2]
- 午後LIVE ニュースーン（2024年11月1日、おまかせ中継）